# Campionat del Món d'atletisme de 1983
El campionat del món d'atletisme de 1983 va ser el primer campionat del món d'atletisme organitzat per l'Associació Internacional de Federacions d'Atletisme. Es van dur a terme a l'estadi Olímpic de Hèlsinki del 7 al 14 d'agost de 1983.

## Resultats masculins

### Curses
1983 | 1987 | 1991 | 1993 | 1995
| Proves                                                             | Or                                                                                         | Or            | Plata                                                                         | Plata      | Bronze                                                                                | Bronze   |
| 100 m Detalls                                                      | Carl Lewis · Estats Units                                                                  | 10.07 (CR)    | Calvin Smith · Estats Units                                                   | 10.21      | Emmit King · Estats Units                                                             | 10.24    |
| 200 m Detalls                                                      | Calvin Smith · Estats Units                                                                | 20.14 (CR)    | Elliott Quow · Estats Units                                                   | 20.41      | Pietro Mennea · Itàlia                                                                | 20.51    |
| 400 m Detalls                                                      | Bert Cameron · Jamaica                                                                     | 45.05 (CR)    | Michael Franks · Estats Units                                                 | 45.22      | Sunder Nix · Estats Units                                                             | 45.24    |
| 800 m Detalls                                                      | Willi Wülbeck · RFA                                                                        | 1:43.65 (CR)  | Rob Druppers · Països Baixos                                                  | 1:44.20    | Joaquim Cruz · Brasil                                                                 | 1:44.27  |
| 1500 m Detalls                                                     | Steve Cram · Regne Unit                                                                    | 3:41.59 (CR)  | Steve Scott · Estats Units                                                    | 3:41.87    | Saïd Aouita · Marroc                                                                  | 3:42.02  |
| 5000 m Detalls                                                     | Eamonn Coghlan · Irlanda                                                                   | 13:28.53 (CR) | Werner Schildhauer · RDA                                                      | 13:30.20   | Martti Vainio · Finlàndia                                                             | 13:30.34 |
| 10000 m Detalls                                                    | Alberto Cova · Itàlia                                                                      | 28:01.04      | Werner Schildhauer · RDA                                                      | 28:01.18   | Hansjörg Kunze · RDA                                                                  | 28:01.26 |
| Marató Detalls                                                     | Rob de Castella · Austràlia                                                                | 2:10:03 (CR)  | Kebebe Balcha Plantilla:ETI                                                   | 2:10:27    | Waldemar Cierpinski · RDA                                                             | 2:10:37  |
| 110 m tanques Detalls                                              | Greg Foster · Estats Units                                                                 | 13.42         | Arto Bryggare · Finlàndia                                                     | 13.46      | Willie Gault · Estats Units                                                           | 13.48    |
| 400 m tanques Detalls                                              | Edwin Moses · Estats Units                                                                 | 47.50 (CR)    | Harald Schmid · RFA                                                           | 48.61      | Aleksandr Kharlov · Unió Soviètica                                                    | 49.03    |
| 3000 m obstacles Detalls                                           | Patriz Ilg · RFA                                                                           | 8:15.06 (CR)  | Bogusław Mamiński · Polònia                                                   | 8:17.03    | Colin Reitz · Regne Unit                                                              | 8:17.75  |
| 20 km marxa Detalls                                                | Ernesto Canto · Mèxic                                                                      | 1:20:49 (CR)  | Jozef Pribilinec · Txecoslovàquia                                             | 1:20:59    | Yevgeniy Yevsyukov · Unió Soviètica                                                   | 1:21:08  |
| 50 km marxa Detalls                                                | Ronald Weigel · RDA                                                                        | 3:43:08 (CR)  | Josep Marín · Espanya                                                         | 3:43:42    | Sergey Yung · Unió Soviètica                                                          | 3:49:03  |
| 4x100 m Detalls                                                    | Estats UnitsEmmit King · Willie Gault · Calvin Smith · Carl Lewis                          | 37.86 (WR)    | ItàliaStefano Tilli · Carlo Simmionato · Pierfrancesco Pavoni · Pietro Mennea | 38.37 (NR) | Unió SovièticaAndrey Prokofyev · Nikolay Sidorov · Vladimir Muravyov · Viktor Bryzgin | 38.41    |
| 4x400 m Detalls                                                    | Unió SovièticaSergey Lovachov · Aleksandr Troshchilo · Nikolay Chernetskiy · Viktor Markin | 3:00.79 (CR)  | RFAErwin Skamrahl · Jörg Vaihinger · Harald Schmid · Helmut Weber             | 3:01.83    | Regne UnitAinsley Bennett · Garry Cook · Todd Bennett · Phil Brown                    | 3:03.53  |
| WR Rècord del món \| CR Rècord del campionat \| NR Rècord nacional |                                                                                            |               |                                                                               |            |                                                                                       |          |

### Concursos
1983 | 1987 | 1991 | 1993 | 1995
| Proves                         | Or                                  | Or         | Plata                              | Plata     | Bronze                            | Bronze |
| Salt de llargada Detalls       | Carl Lewis · Estats Units           | 8.55 (CR)  | Jason Grimes · Estats Units        | 8.29      | Mike Conley · Estats Units        | 8.12   |
| Triple salt Detalls            | Zdzisław Hoffmann · Polònia         | 17.42 (CR) | Willie Banks · Estats Units        | 17.18     | Ajayi Agbebaku · Níger            | 17.18  |
| Salt d'alçada Detalls          | Gennadiy Avdeyenko · Unió Soviètica | 2.32 (CR)  | Tyke Peacock · Estats Units        | 2.32 (CR) | Zhu Jianhua · R.P. de la Xina     | 2.29   |
| Salt amb perxa Detalls         | Sergey Bubka · Unió Soviètica       | 5.70 (CR)  | Konstantin Volkov · Unió Soviètica | 5.60      | Atanas Tarev · Bulgària           | 5.60   |
| Llançament de pes Detalls      | Edward Sarul · Polònia              | 21.39 (CR) | Ulf Timmermann · RDA               | 21.16     | Remigius Machura · Txecoslovàquia | 20.98  |
| Llançament de disc Detalls     | Imrich Bugár · Txecoslovàquia       | 67.72 (CR) | Luis Delís · Cuba                  | 67.36     | Gejza Valent · Txecoslovàquia     | 66.08  |
| Llançament de martell Detalls  | Sergey Litvinov · Unió Soviètica    | 82.68 (CR) | Yuriy Sedykh · Unió Soviètica      | 80.94     | Zdzisław Kwaśny · Polònia         | 79.42  |
| Llançament de javelina Detalls | Detlef Michel · RDA                 | 89.48 (CR) | Tom Petranoff · Estats Units       | 85.60     | Dainis Kūla · Unió Soviètica      | 85.58  |
| Decatló Detalls                | Daley Thompson · Regne Unit         | 8666 (CR)  | Jürgen Hingsen · RFA               | 8561      | Siegfried Wentz · RFA             | 8478   |
| CR Rècord del campionat        |                                     |            |                                    |           |                                   |        |

## Resultats femenins

### Curses
1983 | 1987 | 1991 | 1993 | 1995
| Proves                | Or                                                                                | Or           | Plata | Plata      | Bronze                                                                                | Bronze  |
| 100 m Detalls         | Marlies Göhr · RDA                                                                | 10.97 (CR)   | Marita Koch · RDA                                                                                               | 11.02      | Diane Williams · Estats Units                                                         | 11.06   |
| 200 m Detalls         | Marita Koch · RDA                                                                 | 22.13 (CR)   | Merlene Ottey · Jamaica                                                                                         | 22.19      | Kathy Smallwood-Cook · Regne Unit                                                     | 22.37   |
| 400 m Detalls         | Jarmila Kratochvílová · Txecoslovàquia                                            | 47.99 (WR)   | Taťána Kocembová · Txecoslovàquia                                                                               | 48.59 (PB) | Mariya Pinigina · Unió Soviètica                                                      | 49.19   |
| 800 m Detalls         | Jarmila Kratochvílová · Txecoslovàquia                                            | 1:54.68 (CR) | Liubov Gúrina · Unió Soviètica                                                                                  | 1:56.11    | Yekaterina Podkopayeva · Unió Soviètica                                               | 1:57.58 |
| 1500 m Detalls        | Mary Decker · Estats Units                                                        | 4:00.90 (CR) | Zamira Zaytseva · Unió Soviètica                                                                                | 4:01.19    | Yekaterina Podkopayeva · Unió Soviètica                                               | 4:02.25 |
| 3000 m Detalls        | Mary Decker · Estats Units                                                        | 8:34.62 (CR) | Brigitte Kraus · RFA                                                                                            | 8:35.11    | Tatyana Kazankina · Unió Soviètica                                                    | 8:35.13 |
| Marató Detalls        | Grete Waitz · Noruega                                                             | 2:28:09 (CR) | Marianne Dickerson · Estats Units                                                                               | 2:31:09    | Raisa Smekhnova · Unió Soviètica                                                      | 2:31:13 |
| 100 m tanques Detalls | Bettine Jahn · RDA                                                                | 12.35 (CR)   | Kerstin Knabe · RDA                                                                                             | 12.42      | Ginka Zagorcheva · Bulgària                                                           | 12.62   |
| 400 m tanques Detalls | Yekaterina Fesenko · Unió Soviètica                                               | 54.14 (CR)   | Ana Ambraziené · Unió Soviètica                                                                                 | 54.15      | Ellen Fiedler · RDA                                                                   | 54.55   |
| 4x100 m Detalls       | Silke Gladisch-Möller · Marita Koch · Ingrid Auerswald-Lange · Marlies Göhr · RDA | 41.76 (CR)   | Joan Baptiste · Kathy Smallwood-Cook · Beverley Callendar · Shirley Thomas · Regne Unit                         | 42.71      | Leleith Hodges · Jacqueline Pusey · Juliet Cuthbert · Merlene Ottey · Jamaica         | 42.73   |
| 4x400 m Detalls       | Gesine Walther · Sabine Busch · Marita Koch · Dagmar Rübsam · RDA                 | 3:19.73 (CR) | Taťána Kocembová · Milena Matejkovičová-Strnadová · Zuzana Moravčíková · Jarmila Kratochvílová · Txecoslovàquia | 3:20.32    | Yelena Korban · Marina Kharlamova · Irina Baskakova · Mariya Pingina · Unió Soviètica | 3:21.16 |

AR Rècord del continent | CR Rècord del campionat | NR Rècord nacional | OR Rècord olímpic | PB/PR Millor marca personal/Rècord personal 
 SB Millor marca personal de la temporada | WL Millor marca mundial de l'any | WR Rècord del món

### Concursos
1983 | 1987 | 1991 | 1993 | 1995
| Proves                         | Or                                  | Or         | Plata                             | Plata | Bronze                       | Bronze |
| Salt de llargada Detalls       | Heike Daute · RDA                   | 7.27 (CR)  | Anişoara Cuşmir-Stanciu · Romania | 7.15  | Carol Lewis · Estats Units   | 7.04   |
| Salt d'alçada Detalls          | Tamara Bykova · Unió Soviètica      | 2.01 (CR)  | Ulrike Meyfarth · RFA             | 1.99  | Louise Ritter · Estats Units | 1.95   |
| Llançament de pes Detalls      | Helena Fibingerová · Txecoslovàquia | 21.05 (CR) | Helma Knorscheidt · RDA           | 20.70 | Ilona Slupianek · RDA        | 20.56  |
| Llançament de javelina Detalls | Tiina Lillak · Finlàndia            | 70.82 (CR) | Fatima Whitbread · Regne Unit     | 69.14 | Anna Verouli · Grècia        | 65.72  |
| Llançament de disc Detalls     | Martina Opitz · RDA                 | 68.94 (CR) | Galina Murasova · Unió Soviètica  | 67.44 | Maria Petkova · Bulgària     | 66.44  |
| Heptatló Detalls               | Ramona Neubert · RDA                | 6.714 (CR) | Sabine Paetz · RDA                | 6.662 | Anke Vater · RDA             | 6.532  |
| CR Rècord del campionat        |                                     |            |                                   |       |                              |        |

## Medaller
Seu
| Pos. | País           | Or | Plata | Bronze | Total |
| 1.   | RDA            | 10 | 7     | 5      | 22    |
| 2.   | Estats Units   | 8  | 9     | 7      | 24    |
| 3.   | Unió Soviètica | 6  | 6     | 11     | 23    |
| 4.   | Txecoslovàquia | 4  | 3     | 2      | 9     |
| 5.   | RFA            | 2  | 5     | 1      | 8     |
| 6.   | Regne Unit     | 2  | 2     | 3      | 7     |
| 7.   | Polònia        | 2  | 1     | 1      | 4     |
| 8=   | Finlàndia      | 1  | 1     | 1      | 3     |
| 8=   | Itàlia         | 1  | 1     | 1      | 3     |
| 8=   | Jamaica        | 1  | 1     | 1      | 3     |
| 11=  | Austràlia      | 1  | 0     | 0      | 1     |
| 11=  | Irlanda        | 1  | 0     | 0      | 1     |
| 11=  | Mèxic          | 1  | 0     | 0      | 1     |
| 11=  | Noruega        | 1  | 0     | 0      | 1     |
| 15=  | Cuba           | 0  | 1     | 0      | 1     |
| 15=  | Etiòpia        | 0  | 1     | 0      | 1     |
| 15=  | Països Baixos  | 0  | 1     | 0      | 1     |
| 15=  | Romania        | 0  | 1     | 0      | 1     |
| 15=  | Espanya        | 0  | 1     | 0      | 1     |
| 20.  | Bulgària       | 0  | 0     | 3      | 3     |
| 21=  | Brasil         | 0  | 0     | 1      | 1     |
| 21=  | Xina           | 0  | 0     | 1      | 1     |
| 21=  | Grècia         | 0  | 0     | 1      | 1     |
| 21=  | Marroc         | 0  | 0     | 1      | 1     |
| 21=  | Nigèria        | 0  | 0     | 1      | 1     |